# Sophia Letitia Davis
Sophia Letitia Davis, född 1799, död 1870, var en australisk konsertsångare (sopran), och lärare i musik och sång.
Hon var anglo-irländare och emigrerade med sin make från Irland till Hobart i Tasmanien år 1832. Hon var under följande år kolonins ledande kvinnliga konsertvokalist och förekom ständigt i pressen. Hon undervisade också i musik och hade flera notabla elever. Tillsammans med sin make sålde hon också musikinstrument. Efter 1836 nämns hon inte längre i pressen och tycks ha avslutat sin offentliga karriär för att istället leva ett liv som hemmafru, medan hennes make från detta år nämns mer offentligt som ledare av deras verksamhet med att sälja instrument. Familjen flyttade till Australiens fastland år 1845.  